# Fournaudin
Fournaudin est une commune française située dans le département de l'Yonne en région Bourgogne-Franche-Comté.

## Géographie
Territoire traversé par la rivière Sévy et la départementale 30.

### Toponymie
Fournauldin en 1520 appartenant à l'abbaye de Vauluisant sur la base de Naudin en référence à une personne, puis la Montonnerye en 1628 four de verrerie de la même abbaye.

### Climat
Pour des articles plus généraux, voir Climat de la Bourgogne-Franche-Comté et Climat de l'Yonne.
En 2010, le climat de la commune est de type climat océanique dégradé des plaines du Centre et du Nord, selon une étude du Centre national de la recherche scientifique s'appuyant sur une série de données couvrant la période 1971-2000. En 2020, Météo-France publie une typologie des climats de la France métropolitaine dans laquelle la commune est exposée à un climat océanique altéré et est dans la région climatique  Nord-est du bassin Parisien, caractérisée par un ensoleillement médiocre, une pluviométrie moyenne régulièrement répartie au cours de l’année et un hiver froid (3 °C).
Pour la période 1971-2000, la température annuelle moyenne est de 10,3 °C, avec une amplitude thermique annuelle de 16,2 °C. Le cumul annuel moyen de précipitations est de 837 mm, avec 12,8 jours de précipitations en janvier et 8 jours en juillet. Pour la période 1991-2020, la température moyenne annuelle observée sur la station météorologique de Météo-France la plus proche, « Coulours », sur la commune de Coulours à 4 km à vol d'oiseau, est de 11,2 °C et le cumul annuel moyen de précipitations est de 786,0 mm. 
La température maximale relevée sur cette station est de 39,8 °C, atteinte le 7 août 2003 ; la température minimale est de −16,7 °C, atteinte le 2 janvier 1997,,.
Les paramètres climatiques de la commune ont été estimés pour le milieu du siècle (2041-2070) selon différents scénarios d'émission de gaz à effet de serre à partir des nouvelles projections climatiques de référence DRIAS-2020. Ils sont consultables sur un site dédié publié par Météo-France en novembre 2022.

## Urbanisme

### Typologie
Au 1er janvier 2024, Fournaudin est catégorisée commune rurale à habitat très dispersé, selon la nouvelle grille communale de densité à sept niveaux définie par l'Insee en 2022.
Elle est située hors unité urbaine et hors attraction des villes,.

### Occupation des sols
L'occupation des sols de la commune, telle qu'elle ressort de la base de données européenne d’occupation biophysique des sols Corine Land Cover (CLC), est marquée par l'importance des territoires agricoles (84,6 % en 2018), une proportion identique à celle de 1990 (84,6 %). La répartition détaillée en 2018 est la suivante : 
terres arables (78,3 %), forêts (11,7 %), prairies (6,1 %), zones urbanisées (3,8 %), zones agricoles hétérogènes (0,2 %). L'évolution de l’occupation des sols de la commune et de ses infrastructures peut être observée sur les différentes représentations cartographiques du territoire : la carte de Cassini (XVIIIe siècle), la carte d'état-major (1820-1866) et les cartes ou photos aériennes de l'IGN pour la période actuelle (1950 à aujourd'hui).

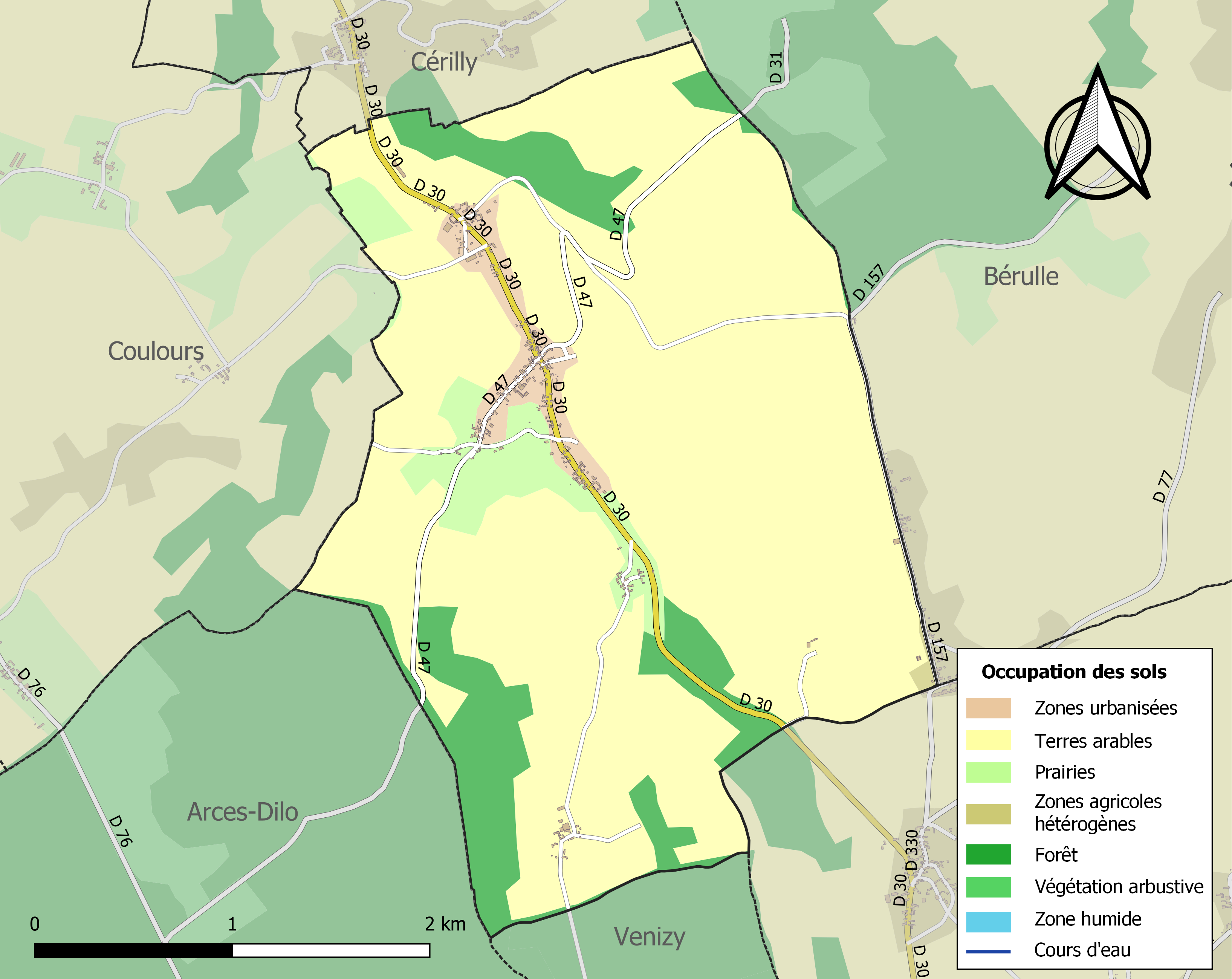
Carte des infrastructures et de l'occupation des sols de la commune en 2018 (CLC).

## Histoire
Le territoire du Fournaudin resté longtemps lié aux bois possedés par l'Abbaye de Vauluisant entre Cérilly et ceux plus aux Sud appartenant à sa soeur l'abbaye de Pontigny. Il est mentionné dans le cartulaire de Vauluisant les bois de Saint Etienne, de la Rajeuse ou du Vieux Verger sans que le Fournaudin soit encore mentionné en propre.
Dans ces premiers temps le territoire trouve son importance dans les revenus de l'abbaye de Vauluisant grâce au commerce des bois mais aussi pour la réduction du fer dans des bas fourneaux.
Une copie d'un recueil datant de 1512 par le frère François Thonnelier un siècle plus tard mentionne le Fournaudin sous le titre des "Bois d'Othe" ou encore "La Montonnerye" puis "Le Four Nauldin" sans doute provenant d'un "Nauldin" ou "Arnaudin" un des premiers maître verrier venu s'installer à la fin de la guerre de cents ans, les verreries nécéssitant beaucoup de bois pour travailler le verre.Ce Nauldin semble s'associer plus tard avec les de Bérulle qui deviendront plus tard Seigneurs de Cérilly et du Vieux Vergers. D'autres familles de gentilshommes verriers comme les de Vaillant ou encore les de Bigots passent également par le Fournaudin.
Dès 1512 Vauluisant donne à bail ses terres du Vieux Vergers et du Fournaudin à plusieurs familles à charge pour eux d'y bâtir et entretenir des fermes et terrains.
Les habitants du Fournaudin sont encore mentionnés par Théodore de Bèze comme ayant participé aux massacre des protestants de Céans en Othe (aujourd'hui Bérulle) en 1575.
En 1666 le Fournaudin est érigé en paroisse et ce sont ses habitants qui construisent son église Saint Hubert.

## Politique et administration
| Période          | Période  | Identité              | Étiquette | Qualité                 |
| ---------------- | -------- | --------------------- | --------- | ----------------------- |
| 13 novembre 1792 |          | Hubert Patenotre      |           |                         |
| 1792             |          | François Barthelemy   |           | notaire                 |
| 1793             |          | Edme Delavoix         |           | officier public, charon |
| 1795             |          | Claude Bezançon       |           | métayer                 |
| 1797             |          | Jean Meule            |           |                         |
| 1799             |          | François Barthelemy   |           | nommé par le préfet     |
| 1805             |          | Jean Meulle           |           |                         |
| décembre 1815    |          | Joseph Michel         |           |                         |
| 1830             |          | Edmé Sellier          |           |                         |
| 1841             |          | Jean-Baptiste Prestat |           |                         |
| 1846             |          | Louis Lacroix         |           |                         |
| 1848             |          | Jean Sellier          |           |                         |
| 1853             |          | Zacharie Frottier     |           |                         |
| 1867             |          | Edmé Sellier          |           |                         |
| 13 juin 1871     |          | Louis Lacroix         |           |                         |
| 1873             |          | Charles Morel         |           |                         |
| 1876             |          | Emilien Jotte         |           |                         |
| 1879             |          | Laurent Prestat       |           |                         |
| 1884             |          | Urille Girot          |           | meunier                 |
| 1892             |          | Octave Brochard       |           |                         |
| 1894             |          | Alexis Retoré         |           | meunier                 |
| 1919             |          | Lucien Prestat        |           |                         |
| 1925             |          | Barnabé Grelat        |           |                         |
| 1938             |          | Victor Deschepretre   |           |                         |
| 1945             |          | Jean Lenives          |           |                         |
| 1947             |          | Léon Collot           |           |                         |
| 1953             |          | Louis Brulle          |           |                         |
| 1954             |          | G.Deloince            |           |                         |
| 1965             |          | André Millet          |           |                         |
| 1977             |          | Jean Gérard           |           |                         |
|                  |          | Albert Knibbe         |           |                         |
|                  |          | Guy Lasserre          |           |                         |
|                  |          | Michel Sassier        |           |                         |
| mars 2014        | en cours | Marie Chapelet        | FdG       |                         |

## Démographie
L'évolution du nombre d'habitants est connue à travers les recensements de la population effectués dans la commune depuis 1793. Pour les communes de moins de 10 000 habitants, une enquête de recensement portant sur toute la population est réalisée tous les cinq ans, les populations de référence des années intermédiaires étant quant à elles estimées par interpolation ou extrapolation. Pour la commune, le premier recensement exhaustif entrant dans le cadre du nouveau dispositif a été réalisé en 2007.

En 2022, la commune comptait 130 habitants, en évolution de +8,33 % par rapport à 2016 (Yonne : −1,95 %, France hors Mayotte : +2,11 %).
| 1793 | 1800 | 1806 | 1821 | 1831 | 1836 | 1841 | 1846 | 1851 |
| ---- | ---- | ---- | ---- | ---- | ---- | ---- | ---- | ---- |
| 329  | 347  | 318  | 368  | 376  | 382  | 389  | 401  | 422  |

| 1856 | 1861 | 1866 | 1872 | 1876 | 1881 | 1886 | 1891 | 1896 |
| ---- | ---- | ---- | ---- | ---- | ---- | ---- | ---- | ---- |
| 423  | 438  | 446  | 458  | 429  | 426  | 412  | 416  | 369  |

| 1901 | 1906 | 1911 | 1921 | 1926 | 1931 | 1936 | 1946 | 1954 |
| ---- | ---- | ---- | ---- | ---- | ---- | ---- | ---- | ---- |
| 338  | 335  | 338  | 340  | 275  | 243  | 229  | 209  | 225  |

| 1962 | 1968 | 1975 | 1982 | 1990 | 1999 | 2006 | 2007 | 2012 |
| ---- | ---- | ---- | ---- | ---- | ---- | ---- | ---- | ---- |
| 178  | 185  | 157  | 134  | 135  | 131  | 119  | 117  | 120  |

| 2017 | 2022 | - | - | - | - | - | - | - |
| ---- | ---- | - | - | - | - | - | - | - |
| 121  | 130  | - | - | - | - | - | - | - |

## Lieux et monuments
Son église Saint-Hubert n'était pas une paroisse avant 1666. Elle possède un retable  du XVIe siècle.

## Environnement
La commune inclut une ZNIEFF :
- La ZNIEFF de la forêt d'Othe et ses abords[24], qui englobe 29 398 ha répartis sur 21 communes[25]. Le milieu déterminant est la forêt ; on y trouve aussi eaux douces stagnantes, landes, fruticées, pelouses et prairies.

## Héraldique
| Blason de Fournaudin | Blason  | De sinople au cerf passant d'argent ; au chef d'or chargé de trois flammes de gueules ordonnées 2 et 1. |
| Blason de Fournaudin | Détails | Le statut officiel du blason reste à déterminer.                                                        |

## Pour approfondir